# Fading (Ilira-Lied)
Fading (englisch für ‚verblassen‘) ist ein Lied der schweizerischen Sängerin ILIRA mit dem deutschen Musikproduzenten Alle Farben.

## Veröffentlichung
Fading wurde am 2. November 2018 veröffentlicht. Am 9. November 2018 erschien das offizielle Musikvideo auf dem YouTube-Kanal Synesthesia TV, dem Profil des Musiklabels von Alle Farben.

## Komposition
Fading ist dem Genre House zuzuordnen und enthält Elemente der Popmusik. Das Lied ist in h-Moll verfasst und weist 122 Schläge pro Minute auf. Es enthält im Refrain Teile des Liedes Porcelain (englisch für ‚Porzellan‘) der schwedischen Sängerin Skott. Sie wurde dementsprechend als Autorin des Stücks unter ihrem bürgerlichen Namen Pauline Skött erwähnt.

## Charts und Chartplatzierungen
| ChartsChartplatzierungen | Höchstplatzierung | Wochen |
| ------------------------ | ----------------- | ------ |
| Deutschland (GfK)        | 16 (27 Wo.)       | 27     |
| Österreich (Ö3)          | 16 (21 Wo.)       | 21     |
| Schweiz (IFPI)           | 17 (21 Wo.)       | 21     |

| ChartsJahrescharts (2019) | Platzierung |
| ------------------------- | ----------- |
| Deutschland (GfK)         | 61          |